# پناهنده (فیلم ۲۰۰۶)
«پناهنده» (انگلیسی: Refugee) یک فیلم اکشن و عاشقانه هندی به زبان بنگالی محصول سال ۲۰۰۶ به کارگردانی هارانات چاکرابورتی و تهیه‌کنندگی شریکانت موهتا و ماهندرا سونی است.
این بازسازی فیلم چاتراپاتی (۲۰۰۵) می‌باشد. این فیلم در گیشه پرفروش بود.